# Янтиковское сельское поселение (Янтиковский район)
Я́нтиковское се́льское поселе́ние (чув. Тӑвай ял тӑрӑхӗ) — муниципальное образование в составе Янтиковского района Чувашской Республики.
Административный центр — село Янтиково.
На территории поселения находятся 5 населённых пунктов — 2 села и 3 деревни.
Образовано 1 января 2006 года. До 1991 года называлось Янтиковский сельский совет, с 1991 по 2005 год — Янтиковская сельская администрация.
Общая площадь сельского поселения — 3645 га.
С декабря 2016 г. главой поселения является Сормов Николай Иванович.

## Социальная инфраструктура
Социальная инфраструктура поселения включает следующие организации и объекты:
- Янтиковская средняя общеобразовательная школа;
- Районный дом культуры в Янтиково;
- Сельский дом культуры в Салагаево и Иваново;
- Сельский клуб в селе Русские Норваши;
- 2 Модельные библиотеки в Янтиково;
- Библиотека в Иваново;
- 2 Музея в Янтиково и в Иваново;
- Янтиковское отделение Сбербанка;
- 3 Детских сада в Янтиково;
- Отделение почтовой связи в Янтиково;
- Гимназия в Янтиково;
- Центральная районная больница в Янтиково;
- Офис врача общей практики в Янтиково;
- Фельдшерско-акушерский пункт в Иваново[2];
- Фельдшерско-акушерский пункт в селе Русские Норваши.

## Географические данные
Поселение находится в пределах Чувашского плато в месте слияния рек Аль и Соломинка.

## Климат
Климат сельского поселения континентальный, с тёплым, иногда жарким летом и умеренно холодной, продолжительной, снежной зимой. Среднегодовая температура воздуха равна 3˚С. В годовом ходе среднемесячная температура изменяется от –13˚ в январе до +18,7˚ в июле. Абсолютные значения температур равны – 42˚ и +37˚. Продолжительность безморозного периода в среднем составляет 143 дня, со второй декады мая до конца третьей декады сентября. Устойчивые морозы наступают в середине ноября и держатся в среднем 120 дней до второй декады марта. Тёплая сухая погода устанавливается обычно в мае. Для летних месяцев (июнь—август) характерна устойчивая тёплая погода, временами жаркая и сухая. Территория поселения относится к зоне достаточного увлажнения. Среднегодовая относительная влажность воздуха составляет 77 %, максимальная влажность – до 88 % — отмечается в холодный период года. В летний период возможно снижение влажности до 30 % (около 25 дней, приходящихся в основном на май—июнь). В среднем за год выпадает около 490 мм осадков с максимумом в тёплый период – порядка 340 мм. Летом преобладают ливневые осадки, а зимой – обложные малой интенсивности. Однако могут быть значительные отклонения по годам и в ту, и в другую сторону.

## Геологические особенности
Рельеф представлен холмистым плато, частично покрытый лиственными лесами, расчленённый многочисленными оврагами на ряд пологих увалов и отдельных возвышенностей. Длина оврагов изменяется от 100—200 м до 2—3,5 км, глубина — от 1 до 10 м.

## Экономика
На территории поселения расположены множество  магазинов, филиал Сбербанка. Все населённые пункты поселения газифицированы и соединены дорогами с асфальтобетонным покрытием. Готовится проектно-сметная документация по асфальтированию улиц населённых пунктов и обеспечению населения чистой водой.

## Населённые пункты
Численность населения — 4986 человек (1865 домохозяйств).
На территории поселения находятся следующие населённые пункты:
| Название        | Тип населённого пункта       | Население |
| --------------- | ---------------------------- | --------- |
| Янтиково        | Село, административный центр | 3717      |
| Иваново         | Деревня                      | 322       |
| Подлесное       | Деревня                      | 388       |
| Салагаево       | Деревня                      | 397       |
| Русские Норваши | Село                         | 162       |

## Главы администрации Янтиковского сельского поселения
- Гаврилов Григорий Яковлевич — 13 октября 2010 г. — 6 декабря 2011 г.
- Васильев Николай Никифорович — с 6 декабря 2011 г. — декабрь 2016 г.
- Сормов Николай Иванович — с декабря 2016 г.